# أحمد شفيع كيالي
أحمد شفيع محمد خالد كيالي سياسي وبرلماني سوري سابق من مواليد مدينة سلقين (محافظة إدلب) (1 أغسطس 1950م - 1 ديسمبر 2017م) / (17 شوال 1369 هـ - 13 ربيع الأول 1439 هـ).
شغل مناصب إدارية عدة في حزب البعث العربي الإشتراكي منذ انتسابه إليه وحتى عام 1999 حيث تم انتخابه كنائب برلماني في ذات العام، اشتهر بين أبناء مدينته وأصدقائه بالنزاهة الشديدة ومساعدته للفقراء وكان يجيد اللغتين الإنكليزية والفرنسية.

## المولد والنشأة
ولد أحمد شفيع فجر يوم الثلاثاء 1 آب 1950 الموافق 17 شوال 1369 هجرية لأسرة تتكون من تسعة أفراد ليكون هو الصبي الثاني بعد شقيقه الأكبر محمد عقيل وتعد أسرته من عائلات الأشراف المعروفة والكبيرة، التحق بعمر الخامسة بكتّاب الشيخ رسلان الخطيب ليتقن قراءة القرآن الكريم.
كان والده يعمل في تجارة القطن والأغنام ويملك خاناً إضافة إلى عمله مزارعاً حيث كان يملك العديد من الأراضي الزراعية وقد تبرع بأرضٍ لبناء مدرسة وأخرى لبناء جامع وجده الشيخ إسماعيل كيالي الملقب «شيخ السجادة» وأحد أكبر الداعمين للثائرين ضد الإنتداب الفرنسي وكذلك كان جد أمه فقد كان شيخاً من أثرياء المدينة فنشأ في أسرةٍ متمكنة من الناحية المادية وتعتبر الدين عماد في حياتها وحب الوطن أولوية في كل أعمالها.

## التعليم
ابتدأ أحمد شفيع الابن السادس لأسرته تعليمه بعمر الخامسة حيث تعلم القرآن على يد الشيخ رسلان خطيب كما ذكرنا، ثم بدخل المدرسة الابتدائية بعمر السادسة وتابع دراسته حتى توفي والده وهو في عمر الخامسة عشر مما اضطره للعمل والدراسة حتى نيل الشهادة الإعدادية عام 1965، بعد ذلك إنتقل وعائلته إلى مدينة دمشق حيث تابع دراسته الثانوية هناك فحصل على الشهادة الثانوية العامة الفرع العلمي عام 1970 ميلادية والتحق بعد ذلك بكلية العلوم - قسم الرياضيات بجامعة تشرين آنذاك ثم إنتقل في العام التالي لجامعة حلب عام 1971م ليتخرج منها مجازاً بالعلوم الرياضية عام 1981م، فعين معيداً في كلية الهندسة الكهربائية بذات العام، ثم تابع دراسته حتى نال درجة الماجستير في الرياضيات عام 1983م.

## بدء المسيرة السياسية
نشأ كيالي في أسرة قومية عربية بحتة فوالده كان قومياً عربياً متحمساً لفكرة الوحدة العربية فغرز في نفوس أبناءه فكرة الوحدة العربية والشعب العربي الواحد فما كان من أحمد شفيع إلا أن توجه في عام 1963 ميلادية إلى شعبة حزب البعث العربي الاشتراكي في سلقين ليكون نصيراً في الحزب، ثم وبعده حصوله على الشهادة الثانوية عام 1970م إجتاز وبنجاح دورة العضوية العاملة ليصبح عضواً عاملاً في الحزب منذ ذلك الحين.

## المسيرة السياسية الحزبية

### المرحلة الجامعية
في عام 1972 ميلادية أي في السنة الدراسية الثانية وفي فرع جامعة حلب بالتحديد أصبح أمين حلقة حزبية ثم انتخب عضو قيادة الفرقة الحزبية الثانية وبقي كذلك حتى منتصف عام 1975م حيث أصبح أمين الفرقة الحزبية الثالثة ثم عضو قيادة شعبة الشهيد عدنان المالكي عام 1977م إضافة لعمله كرئيس الهيئة الإدارية للإتحاد الوطني لطلبة سورية بكلية العلوم في جامعة حلب واستمر بذلك ليصبح عضواً في قيادة فرع الجامعة في عام 1980م أي قبل تخرجه بعام واحد عام 1981م، وقد عرف خلال فترة دراسته بالتزامه الشديد والدقيق  في تطبيق القوانين والأنظمة ونزاهته اللامحدودة وكان يصل به الأمر حسب ما روى أصدقائه إلى أنه لا يكتب بالقلم الخاص بالحزب خارج مقر الفرقة أو الشعبة أو أن يستعمل الورق المخصص لهم من قبل الفرع أو اتحاد الطلبة لأغراض شخصية هذا إضافة لشعبيته الكبيرة بين زملائه من الطلاب والمدرسين لما كان يمتلكه من روح مرحة وإيماناً قوياً راسخاً بأفكار القومية العربية.

### ما بعد التخرج
انتقل بعد تخرجه تنظيمياً إلى فرع إدلب حيث أصبح عضواً في قيادة شعبة مدينته سلقين في عام 1983م ثم نائب أمين شعبة عام 1985م إلى أن زكته القيادة القطرية للحزب في عام1987م كأمينٍ لشعبة سلقين وبقي كذلك حتى مطلع عام 1999م وتميز في هذه الفترة بمساعدته الكبيرة لأهالي مدينته، حيث كان معروفاً بأنه لا يتلقى أي رشوى أو مقابل مادي في خدماته مما ميزه وزاد من شعبيته ولعل أبرز ما قام به في هذه المرحلة هو إنشاء ثانوية للفتيات باسم «ثانوية بنات سلقين» عام 1998م.

## العمل البرلماني

### الدور التشريعي السابع
بعد تزكيته عام 1987م كأمين لشعبة سلقين استمر في عمله حتى انتخابات عام 1999م البرلمانية حيث رشحته القيادة القطرية لحزب البعث العربي الاشتراكي كممثلٍ للحزب في مجلس الشعب حيث دخل تم اختياره ضمن قائمة الجبهة الوطنية التقدمية وحصل أثناء حملته الانتخابية على تأييد الغالبية العظمى من سكان مدينته البالغ عددهم آنذاك حوالي 35 ألف نسمة وكذلك حصل على أغلبية في أصوات المدن والقرى المجاورة ليدخل مجلس الشعب بقوة لأول مرة في تاريخه وسرعان ما أصبح عضواً له مكانته في المجلس بعد فترة قصيرة من انتخابه حيث أصبح نائب رئيس لجنة الشؤون العربية والخارجية في المجلس.

### الدور التشريعي الثامن
بعد انتهاء الدور التشريعي الثامن عام 2000م وفتح باب الترشح للدور التشريعي الثامن استمرت القيادة القطرية لحزب البعث بترشيح كيالي كممثلٍ للحزب إلى دورة جديدة في البرلمان مما أثار حفيظة معارضيه؛ ولكن الحزب استمر بدعم كيالي حتى فاز بالانتخابات بأغلبية ساحقة من أصوات الناخبين في منطقة حارم حيث أصبح وبعد تأديته القسم الدسوري عضواً في البرلمان من جديد واستمر كذلك من عام 2003م حتى 2008م وأصبح مقرر لجنة الزراعة والري في المجلس وعضواً في جمعية الصداقة البرلمانية السورية واليابانية.

## إنجازات
يعد كيالي من الأشخاص الذين قدموا خدماتهم دون مقابل فإضافةً إلى الخدمات الكثيرة التي قدمها خلال مسيرته الحزبية لم يتوانى عن مثلها في مجلس الشعب وهذه بعض إنجازاته تحت قبة البرلمان:
1. اقترح وإثنين من الأعضاء عام 2001م فصل التعليم الثانوي إلى الفرعين العلمي والأدبي بدءاً من الصف الأول الثانوي وقد تم تطبيق ذلك بعد عدة سنوات.
2. اقترح عام 2004م منح فرصة دائمة للمتقدمين للشهادة الثانوية بإجراء امتحان يلي الامتحان الأول بعد مدة تحددها وزارة التربية وهو الأمر الذي تم تطبيقه عام 2011م تحت اسم «الدورة الثانية للشهادة الثانوية» أو وكما شاع اسمها «الدورة التكميلية».
3. تقدم عام 2004م بطلب لإستحداث فرع للمؤسسة العامة للتأمين والمعاشات بمحافظة إدلب؛ التي كانت حينئذٍ شعبةً تابعة لفرع حلب وهو ما تم تنفيذه في ذات العام.
4. تقدم علم 2006م بطلب لإنشاء فرع للمصرف التجاري السوري في مدينة سلقين وقد تم تنفيذ مقترحه في ذات العام.
5. تقدم بمقترح عام 1990م بجعل مدينة سلقين مركز منطقة؛ حيث يكفي أن تتبع لها ناحيتان لتصبح كذلك، لكن مقترحه لم ينفذ بسبب رفض أهالي النواحي المقترح ضمها للمنطقة الجديدة ذلك وبقيت ناحية سلقين تتبع إدارياً لمنطقة حارم.

إضافة إلى العديد من الإنجازات والمقترحات والمساعدات التي قدمها لأهالي مدينته وكل من قصده وهذا معروف بشدة عنه ومشهور بذلك.